# Кароліна Великобританська
Кароліна Єлизавета Великобританська (англ. Caroline Elizabeth of Great Britain, також Кароліна Єлизавета Ганноверська (англ. Caroline Elizabeth of Hanover; 30 травня (10 червня) 1713-17 (28) грудня 1757 року) — третя донька короля Великобританії Георга II і Кароліни Бранденбург-Ансбахської.
Кароліна ніколи не була одружена і не мала дітей; весь свій вільний час та гроші вона витрачала на благодійність. Принцеса, що мала слабке здоров'я, провела більшу частину життя поряд з батьками в Сент-Джеймському палаці, де померла 1757 року.

## Біографія
Принцеса Кароліна народилася 10 червня 1713 року у палаці Херренхаузена, Ганновер, у сім'ї майбутнього короля Великобританії курпринца Георга II та її дружини, Кароліни Бранденбург-Ансбахскої; була четвертою дитиною та третьою дочкою з дев'яти дітей пари. По батьківській лінії Кароліна припадала онукою курфюрсту Ганновера Георгу I, який успадкував у 1714 році від своєї троюрідної тітки корону Великобританії, і Софії Доротеї, принцеси Альденської. По материнській лінії принцеса припадала онукою маркграфу Бранденбург-Ансбахському Йоганну Фрідріху та Елеонорі Саксен-Ейзенахській.
Як онука курфюрста Ганновера, від народження Кароліна набула право іменуватися Її Найяскравіша Високість принцеса Кароліна Ганноверська. Згідно з Актом про престолонаступництво 1701 року на момент народження принцеса займала сьоме місце в порядку наслідування британського престолу після своєї прабабки, діда, батька, брата та двох сестер. Дівчинка була хрещена 12 червня 1713.
1714 року померла королева Ганна. Дід Кароліни став королем Великобританії Георгом I, а сама принцеса зайняла п'яте місце у спадковій лінії. У жовтні 1714 мати і старші сестри Кароліни відбули до Великобританії, де сім'я оселилася в Сент-Джеймському палаці в Лондоні, тоді як маленька принцеса залишилася на настійну вимогу лікарів у Ганновері ще на кілька днів. Дівчинка отримала титул принцеси королівської крові і стала іменуватися Її Королівська Високість принцеса Кароліна, коли її батько успадкував трон.
1717—1720 роки пройшли у сварках між батьком Кароліни та її дідом-королем. Одна з таких сварок у 1717 році призвела до того, що батьків дівчинки вислали з Сент-Джеймського палацу в лондонський Лестер-Хаус[en], а сама Кароліна разом з рештою дітей пари, за винятком принца Фредеріка, що залишався весь цей час у Ганновері, залишилася під опікою короля. Згодом принцу і принцесі Уельським дозволили відвідувати дітей щотижня і, зрештою, матері дозволили відвідувати їх без будь-яких заборон і домовленостей. Через рік після висилки Георга помер молодший брат Кароліни — Георг Вільгельм. Ще через два роки король і принц Уельський за пропозицією політиків уклали перемир'я, проте ні Кароліну, ні дві її сестри батькам не повернули. Возз'єднання сім'ї відбулося тільки в 1720 після того, як старша з сестер Кароліни, Ганна, перехворіла на віспу.
Здоров'я принцеси, як і її сестер, залишало бажати кращого: дівчатка часто застуджувалися і кілька разів перенесли бронхіт [22]. У 1722 році на вимогу матері Кароліни, що мала слабке здоров'я, серед інших членів сім'ї короля Георга I, зробили щеплення від віспи[23] методом варіоляції — раннім типом імунізації, популяризованим Мері Уортлі Монтегю і Чарльзом Мейтландом.
Дід принцеси помер 22 червня 1727 року під час візиту до Ганновера. Кароліна стала дочкою короля та четвертою в лінії наслідування трону. Вона стала більше займатися благодійністю і, судячи з усього, опікувалася протестантськими товариствами: новоявлені списки документів за січень — лютий 1728 про витрати принцеси містять інформацію про благодійні внески в кілька таких груп в Лондоні.